# Зеленортска Острва на Светском првенству у атлетици на отвореном 2022.
Зеленортска Острва су учествовала на 18. Светском првенству у атлетици на отвореном 2022. одржаном у Јуџину  од 15. до 25. јула четрнаести пут. Репрезентацију Зеленортских Острва представљао је 1 такмичар који се такмичио у трци на 400 м препоне. , 
На овом првенству такмичар Зеленортских Острва није освојио ниједну медаљу нити је остварио неки резултат јер није завршио трку.

## Учесници
Мушкарци:
Јордин Андраде — 400 м препоне

## Резултати

### Мушкарци
| Атлетичар      | Дисциплина    | Лични рекорд | Квалификације     | Квалификације     | Полуфинале           | Полуфинале           | Финале               | Финале               | Детаљи |
| Атлетичар      | Дисциплина    | Лични рекорд | Резултат          | Место             | Резултат             | Место                | Резултат             | Место                | Детаљи |
| -------------- | ------------- | ------------ | ----------------- | ----------------- | -------------------- | -------------------- | -------------------- | -------------------- | ------ |
| Јордан Андраде | 400 м препоне | 49,24        | Није завршио трку | Није завршио трку | Није се квалификовао | Није се квалификовао | Није се квалификовао | Није се квалификовао |        |